# Wierciejki
Wierciejki (niem. Wierczeyken, od 1928 r. Gregerswalde) – wieś w Polsce położona w województwie warmińsko-mazurskim, w powiecie giżyckim, w gminie Miłki. W latach 1975–1998 miejscowość administracyjnie należała do województwa suwalskiego.